# Валарски језик
Валарски језик (ен.: Valarin; кв.: Valya или Lambë Valarinwa) је вештачки језик Џ. Р. Р. Толкина. У његовом фиктивном свету Арди, то је језик којим говоре Валари, божанске силе које управљају светом у име Еруа Илуватара, творца свега.

## Настанак језика
У Толкиновом опусу се овај језик појавио рано, али се временом мењао. Првобитно је то требало да буде примитивни виловњачки језик, први којим су Виловњаци говорили и који је настао када су покушали да науче језик Валара од Оромеа у првим данима после буђења. Касније је ову идеју Толкин одбацио и чак је одустао од идеје да Валари имају сопствени језик. Ипак, у есеју Quendi and Eldar, који је настао око 1960, валарски језик се поново јавља, мада у потпуно другачијем облику. Он није предак виловњачких језика и врло је различит од њих.
У овом облику се валарски јавља у „Силмарилиону“. У већ споменутом есеју, Пенеглод, учењак Гондолина каже: „Стварање језика је главна одлика свих створења. Валари, који су се ограничили телима, су током свог дугог боравка у Арди неумитно створили сопствени језик.“. Када су Елдари дошли у Валинор, Валари и Мајари су усвојили квенију и чак је користили и међу собом. Али, валарски се и да ље могао чути. Румил је записао да су „језик и гласови Валара велики и озбиљни, али, такође и брзи и фини у покрету, творећи гласове које тешко можемо опонашати; а речи су им претежно дуге и брзе, као блистање мачева, као покрет листова на јаком ветру или падање стена у планинама“. Пенеглод је по овом питању био мање лиричан и каже: „Утицај валарског на виловњачке уши није угодан“.
Ипак у квенији се јавља нешто позајмљеница из Валарског, мада са прилагођеном фонологијом. Примери за ово су називи Ezellohar (Зелени Брег испред Валимара, од валарског Ezellôchâr) и Máhanaxar (Прстен Судбине, место на којем су већали Валари, од валарског Mâchananaškad). И имена Валара и Мајара Manwë, Aulë, Tulkas, Oromë, Ulmo, Ossë потичу од валарских облика .
Валарски језик је утицао и на друге језике осим квеније. Тако, на пример, валарска реч iniðil (љиљан или неки други, велики појединачан цвет), се у адунајском (нуменорејском) језику јавља као inzil (цвет, нпр., у имену Цвет Запада, Inziladûn). Такође, може се приметити да у црном говору, језику који је створио Саурон, и сâм Мајар, реч за прстен nazg подсећа на валарско naškad (или anaškad), у речи Mâchananaškad, Прстен Судбине.

## Фонетика
Толкин је за записивање валарског користио велики број гласова и много слова да их запише. Постоји седам самогласника: а, e, i, o, u (сви они имају и дуги облик који се пишу â, ê, î, ô, û), као и æ (изговара се као a у енглеском cat) и ǫ (изговара се као мађарско a).
Код сугласника постоји више спираната: ð (као енглеско th у the, често се пише и dh), þ (као енглеско th у thing), ʒ (спирант гласа , слично словачком и чешком h) и ch (спирант гласа , слично као у немачком или велшком ach, које је Толкин некада писао и као χ).
Остали гласови су звучно-безвучни парови плозива b/p, d/t и g/k, затим диграфи ph, th и bh (плозиви p, t, k праћени гласом h), сибиланти s, z и š (sic!). На основу оскудног речника, могу се још приметити два назала m и n, вибрантно r и латерално l, као и два полугласника y и w.